# Szent Mihály és Gábriel arkangyalok fatemplom (Almamező)
Az almamezői Szent Mihály és Gábriel arkangyalok fatemplom műemlékké nyilvánított épület Romániában, Bihar megyében. A romániai műemlékek jegyzékében a  BH-II-m-A-01158 sorszámon szerepel.